# Bruno Zilli
Giordano Bruno Zilli (Finale Marina, 11 aprile 1909 – Reggio Emilia, 10 novembre 1981) è stato un arbitro di calcio italiano.

## Carriera
Nato a Finale Marina, oggi Finale Ligure, si trasferisce a Reggio Emilia dove inizia nel 1928 anche la carriera di arbitro nel locale Gruppo Arbitri partendo dai campionati regionali.
A trentuno anni, il 17 novembre 1940, dirige a Padova la sua prima partita in Serie B: Padova-Fanfulla (3-3). 
Dopo un paio di stagioni arriva a dirigere nella massima serie. L'esordio avviene a Trieste il 1º novembre 1942 dirigendo la partita Triestina-Bari (1-1). 
In otto stagioni dal 1942 al 1950 dirige 37 partite di Serie A, l'ultima delle quali a Genova il 29 gennaio 1950: l'incontro Genoa-Palermo conclusi sull'1-0.